# Súmula Cacciola-Dantas

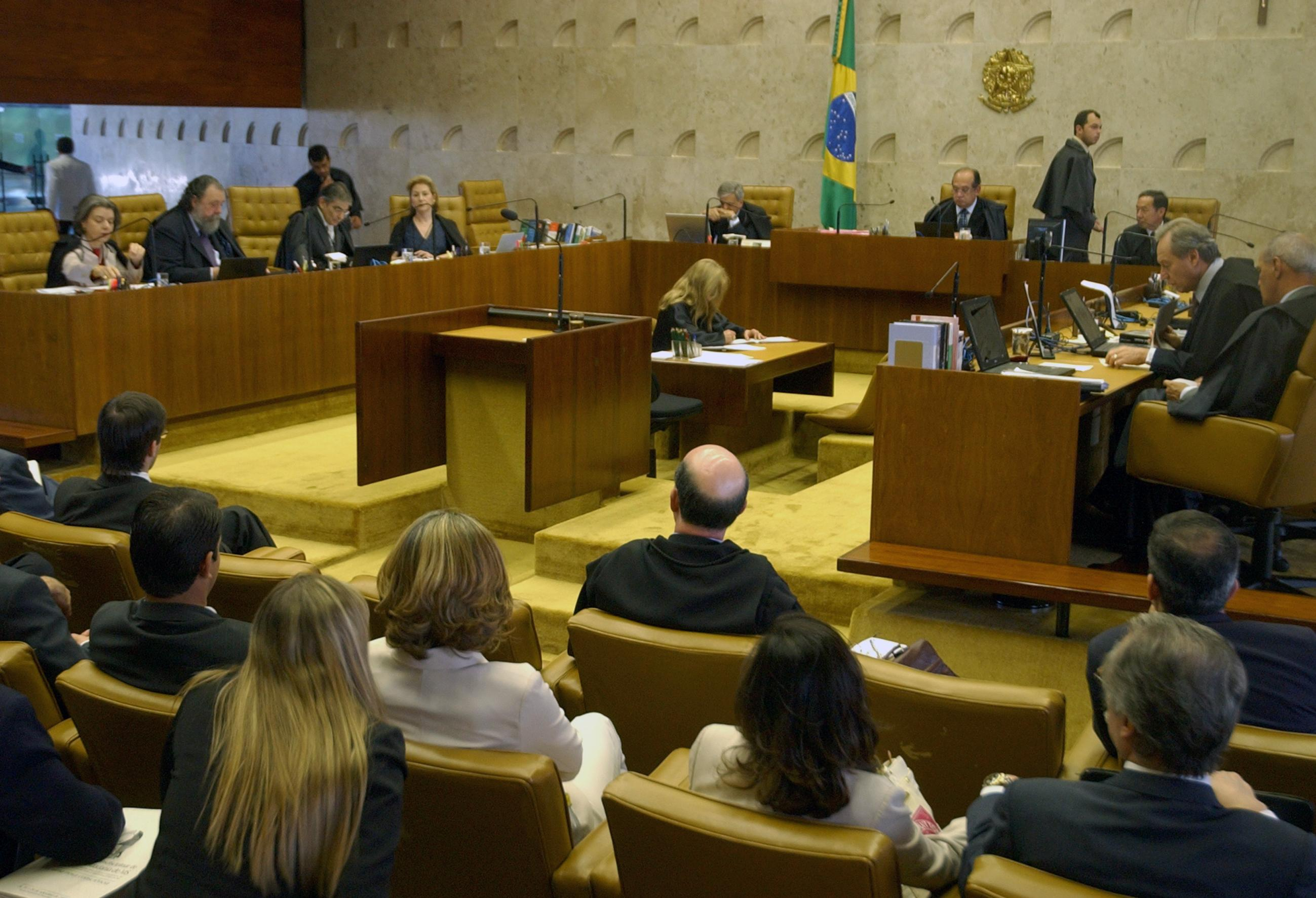
Plenário do Supremo Tribunal Federal ao julgar a questão, 7 de agosto de 2008

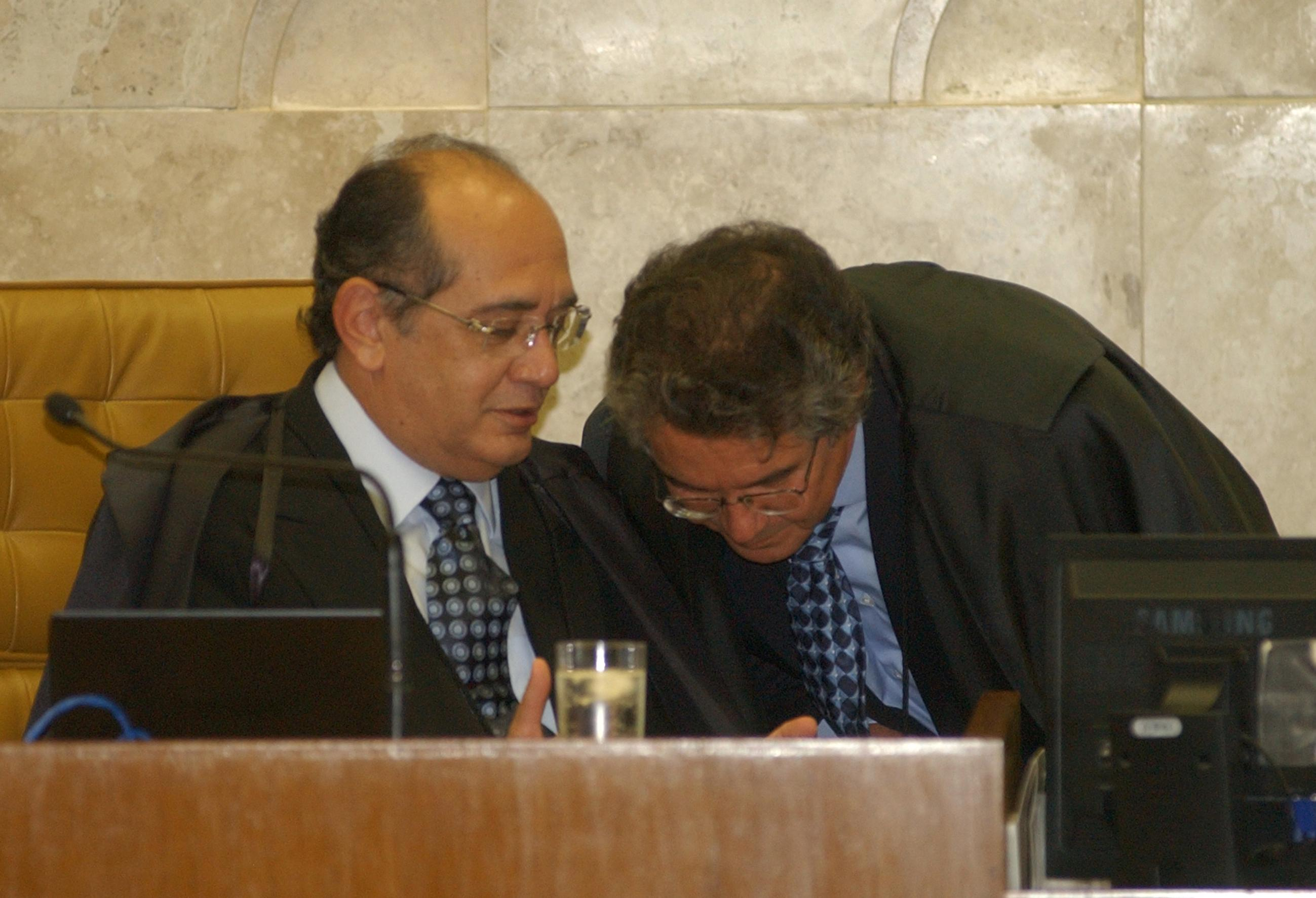
Ministro relator Marco Aurélio Mello e presidente do Supremo Tribunal Federal Gilmar Mendes

Súmula Cacciola-Dantas é o apelido, dado por magistrados, que tomou a Súmula Vinculante n° 11 do Supremo Tribunal Federal, que faz restrições ao uso de algemas durante prisões. Segundo o senador Antônio Carlos Valadares (PSB-SE), relator do projeto de lei que regulamenta o uso de algemas no País, a decisão do STF foi apelidada por juízes de "Súmula Cacciola-Dantas", pelo fato de o tribunal ter-se debruçado sobre tema somente após a prisão dos banqueiros Salvatore Cacciola e Daniel Dantas.
 Pela 'intranet', rede exclusiva da toga, já chega a 150 o número de juízes federais que se rebelaram contra a súmula que permite à polícia sacar as algemas em "casos excepcionais". Textos irados, em sua maioria, e mensagens carregadas de ironia e deboches, marcam o protesto.—  Juízes se rebelam contra "Súmula Cacciola-Dantas, O Estado de S. Paulo

Para o presidente da OAB-RJ, Wadih Damous, essa súmula vinculante não tem qualquer "precedente judicial", e "prejudica a capacidade de discernimento do agente policial".

 Quando a polícia federal enfrenta o criminosos de colarinho branco, que para mim é o verdadeiro crime organizado, há uma reação dos mesmos setores que clamam por punição porque um determinado engravatado foi algemado. — Wadih Damous, presidente da OAB-RJ
O uso de algemas ainda não fora regulamentado no Brasil. Um projeto de lei do Senado Federal (PLS 185/04), de autoria do senador Demóstenes Torres fora protocolado, em 2004, e lá mofava nas gavetas até que, em agosto de 2008, segundo o senador: "com a clientela vip do colarinho branco (presos na Operação Satiagraha da Polícia Federal), muita gente quis aprovar a matéria"

A proposta é de 2004, ficou quatro anos na gaveta. Sei que os abusos (no uso de algemas) são cometidos principalmente contra os mais pobres. A prisão não pode ser usada como humilhação".— Senador Demóstenes Torres
O projeto de lei PLS 185/04 será votado novamente pela CCJ, em segundo turno, antes de seguir diretamente para a Câmara dos Deputados, uma vez que tem caráter terminativo (não precisa ser aprovado em plenário).

## O projeto de lei
O tema não é de simples regulamentação. O próprio autor do projeto, senador Demóstenes Torres, excluiu do seu projeto os oito casos em que as algemas poderiam ser adotadas. Segundo o senador, o projeto original detalhava situações em que o uso de algemas era permitido, mas isso criava brechas que poderiam ser usadas pelos acusados contra a ação da autoridade policial. Após ouvir diversas manifestações de integrantes do Ministério Público, da magistratura e da Polícia Federal, Demóstenes fez as alterações recomendadas: "Em vez de disciplinarmos as situações em que o preso pode ser algemado, especificamos os casos de abuso. Em vez de dizermos quando a algema pode ser utilizada, dizemos quando não pode e dessa forma mantemos o espírito original do projeto, de 2004, que se coaduna com a súmula do STF."
Um desses casos, explicou, é a prisão de algum lutador de artes marciais ou a de alguém com condições de agredir os agentes policiais. Como exemplo das dificuldades de ter que decidir pelo uso ou não de algemas enfrentadas no dia a dia pelos policiais, Demóstenes citou o caso de uma senhora idosa, presa em sua casa pela Polícia Federal, por fraude no Instituto Nacional do Seguro Social (INSS), que tentou reagir jogando uma panela cheia de água fervendo no rosto do policial.